# Tiefenbach (Mosel)
Der Tiefenbach ist ein rechter Zufluss der Mosel im Landkreis Bernkastel-Wittlich in Rheinland-Pfalz von über sechs Kilometern Länge, der im Stadtteil Bernkastel der Stadt Bernkastel-Kues mündet.
Gut einen Kilometer vor der Mündung fließt der Tiefenbach durch die Schlucht Bernkasteler Schweiz und stürzt dort über einen etwa vier Meter hohen Wasserfall in der Nähe der Maria-Hilf-Kapelle (Tinkelkapelle) sowie einen weiteren Wasserfall.
Beide Wasserfälle sind als Naturdenkmale ausgewiesen.

## Geographie

### Verlauf
Der Tiefenbach entspringt etwa 1,7 km südlich der Ortsmitte von Longkamp am Rand der L 158 auf etwa 485 m ü. NHN nahe dem Blockhaus. Er fließt durchweg in etwas um Nordwesten schwankender Richtung und gräbt sich schnell ein. An den Talhängen steht bald Wald, nachdem er Longkamp auf der rechten Hochebene passiert hat, in geschlossener Form bis zum Mündungsort. Unterhalb von Longkamp steigt die B 50 über zwei Serpentinenschlänge auf den Talgrund ab und folgt dann dem Bach bis nach Bernkastel. Zuvor ist das enge Tal frei von Besiedlung. In Bernkastel schließlich mündet der Tiefenbach nach der Unterquerung der B 53 auf 107 m ü. NHN von rechts in die Mosel.

### Einzugsgebiet
Der Tiefenbach hat ein 11,7 km² großes Wassereinzugsgebiet im Hunsrück. Der südliche Teil liegt im Unterraum Südwestlicher Moselhunsrück, am Mittellauf tritt der Bach kurz in den Unterraum Grendericher Riedelland / Longkamper Hochfläche über, der Unterlauf durchquert den Unterraum Enkircher Moselrandhöhen.
Das obere Einzugsgebiet teilen sich die Ortsgemeinden Longkamp im Osten und Monzelfeld im Westen, deren Gebiet allerdings nur auf einem sehr kurzen Abschnitt bis ans linke Bachufer und sogar etwas aufs rechte reicht. Das untere Einzugsgebiet liegt im Stadtgebiet von Bernkastel-Kues.

### Zuflüsse
Von der Quelle zur Mündung.
- Tiefenbachgraben, von links, 0,6 km
- (Zufluss aus dem Kohlenseif), von links, 0,7 km
- Monzelfelder Bach, von links, 2,1 km
- Maigraben, von rechts, 0,8 km
- Burewaldgraben, von links, 1,1 km
- Kallenfelsbach, von rechts in Bernkastel, 1,1 km